# Адміністративний устрій Мукачівського району
Адміністративний устрій Мукачівського району — адміністративно-територіальний поділ Мукачівського району Закарпатської області на 2 селищні і 37 сільських рад, які об'єднують 88 населених пунктів та підпорядковані Мукачівській районній раді. Адміністративний центр — місто Мукачеве, яке є містом обласного значення та не входить до складу району.

## Список радМукачівського району
| №  | Назва                           | Центр               | Населені пункти                                                         | Площа км² | Місце за площею | Населення (2001), осіб. | Місце за населенням |
| -- | ------------------------------- | ------------------- | ----------------------------------------------------------------------- | --------- | --------------- | ----------------------- | ------------------- |
| 1  | Кольчинська селищна рада        | смт Кольчино        | смт Кольчино с. Жборівці с. Кленовець с. Коноплівці                     |           |                 |                         |                     |
| 2  | Чинадіївська селищна рада       | смт Чинадійово      | смт Чинадійово с. Карпати с. Синяк                                      |           |                 |                         |                     |
| 3  | Бабичівська сільська рада       | с. Бабичі           | с. Бабичі с. Ділок                                                      |           |                 |                         |                     |
| 4  | Бистрицька сільська рада        | с. Бистриця         | с. Бистриця с. Вільховиця                                               |           |                 |                         |                     |
| 5  | Бобовищенська сільська рада     | с. Бобовище         | с. Бобовище с. Грибівці с. Ільківці                                     |           |                 |                         |                     |
| 6  | Брестівська сільська рада       | с. Брестів          | с. Брестів с. Лецовиця с. Плоскановиця                                  |           |                 |                         |                     |
| 7  | Великолучківська сільська рада  | с. Великі Лучки     | с. Великі Лучки                                                         |           |                 |                         |                     |
| 8  | Верхньовизницька сільська рада  | с. Верхня Визниця   | с. Верхня Визниця с. Клочки с. Лісарня                                  |           |                 |                         |                     |
| 9  | Верхньокоропецька сільська рада | с. Верхній Коропець | с. Верхній Коропець с. Буковинка с. Кучава с. Куштановиця               |           |                 |                         |                     |
| 10 | Горондівська сільська рада      | с. Горонда          | с. Горонда                                                              |           |                 | 4500                    |                     |
| 11 | Дерценська сільська рада        | с. Дерцен           | с. Дерцен                                                               |           |                 | 2793                    |                     |
| 12 | Жнятинська сільська рада        | с. Жнятино          | с. Жнятино                                                              |           |                 | 2243                    |                     |
| 13 | Жуківська сільська рада         | с. Жуково           | с. Жуково                                                               |           |                 |                         |                     |
| 14 | Завидівська сільська рада       | с. Завидово         | с. Завидово                                                             |           |                 |                         |                     |
| 15 | Залужанська сільська рада       | с. Залужжя          | с. Залужжя с. Ромочевиця                                                |           |                 |                         |                     |
| 16 | Зняцівська сільська рада        | с. Зняцьово         | с. Зняцьово с. Вінкове с. Драгиня с. Кінлодь с. Червеньово              |           |                 |                         |                     |
| 17 | Зубівська сільська рада         | с. Зубівка          | с. Зубівка с. Софія                                                     |           |                 |                         |                     |
| 18 | Івановецька сільська рада       | с. Іванівці         | с. Іванівці с. Клячаново с. Старе Давидково                             |           |                 |                         |                     |
| 19 | Кальницька сільська рада        | с. Кальник          | с. Кальник с. Кузьмино с. Медведівці с. Руська Кучава с. Шкуратівці     |           |                 |                         |                     |
| 20 | Ключарківська сільська рада     | с. Ключарки         | с. Ключарки                                                             |           |                 |                         |                     |
| 21 | Копиновецька сільська рада      | с. Копинівці        | с. Копинівці с. Микулівці с. Ростов'ятиця с. Щасливе                    |           |                 |                         |                     |
| 22 | Лавківська сільська рада        | с. Лавки            | с. Лавки                                                                |           |                 |                         |                     |
| 23 | Лалівська сільська рада         | с. Лалово           | с. Лалово с. Березинка                                                  |           |                 |                         |                     |
| 24 | Лохівська сільська рада         | с. Лохово           | с. Лохово с. Череївці                                                   |           |                 |                         |                     |
| 25 | Макарівська сільська рада       | с. Макарьово        | с. Макарьово с. Барбово                                                 |           |                 |                         |                     |
| 26 | Нижньокоропецька сільська рада  | с. Нижній Коропець  | с. Нижній Коропець                                                      |           |                 |                         |                     |
| 27 | Новодавидківська сільська рада  | с. Нове Давидково   | с. Нове Давидково                                                       |           |                 |                         |                     |
| 28 | Обавська сільська рада          | с. Обава            | с. Обава с. Дубино с. Косино с. Чабин                                   |           |                 |                         |                     |
| 29 | Павшинська сільська рада        | с. Павшино          | с. Павшино                                                              |           |                 |                         |                     |
| 30 | Пістрялівська сільська рада     | с. Пістрялово       | с. Пістрялово                                                           |           |                 |                         |                     |
| 31 | Пузняковецька сільська рада     | с. Пузняківці       | с. Пузняківці с. Герцівці с. Грабово с. Крите с. Тростяниця             |           |                 |                         |                     |
| 32 | Ракошинська сільська рада       | с. Ракошино         | с. Ракошино с. Бенедиківці с. Домбоки с. Кайданово с. Руське с. Чопівці |           |                 |                         |                     |
| 33 | Сернянська сільська рада        | с. Серне            | с. Серне с. Баркасово                                                   |           |                 | 4215                    |                     |
| 34 | Станівська сільська рада        | с. Станово          | с. Станово с. Гандеровиця                                               |           |                 |                         |                     |
| 35 | Страбичівська сільська рада     | с. Страбичово       | с. Страбичово                                                           |           |                 | 3386                    |                     |
| 36 | Форношська сільська рада        | с. Форнош           | с. Форнош                                                               |           |                 | 1455                    |                     |
| 37 | Чомонинська сільська рада       | с. Чомонин          | с. Чомонин                                                              |           |                 | 2265                    |                     |
| 38 | Шенборнська сільська рада       | с. Шенборн          | с. Шенборн                                                              |           |                 |                         |                     |
| 39 | Яблунівська сільська рада       | с. Яблунів          | с. Яблунів с. Новоселиця                                                |           |                 |                         |                     |

* Примітки: смт — селище міського типу, с. — село